# 洛克特什水庫

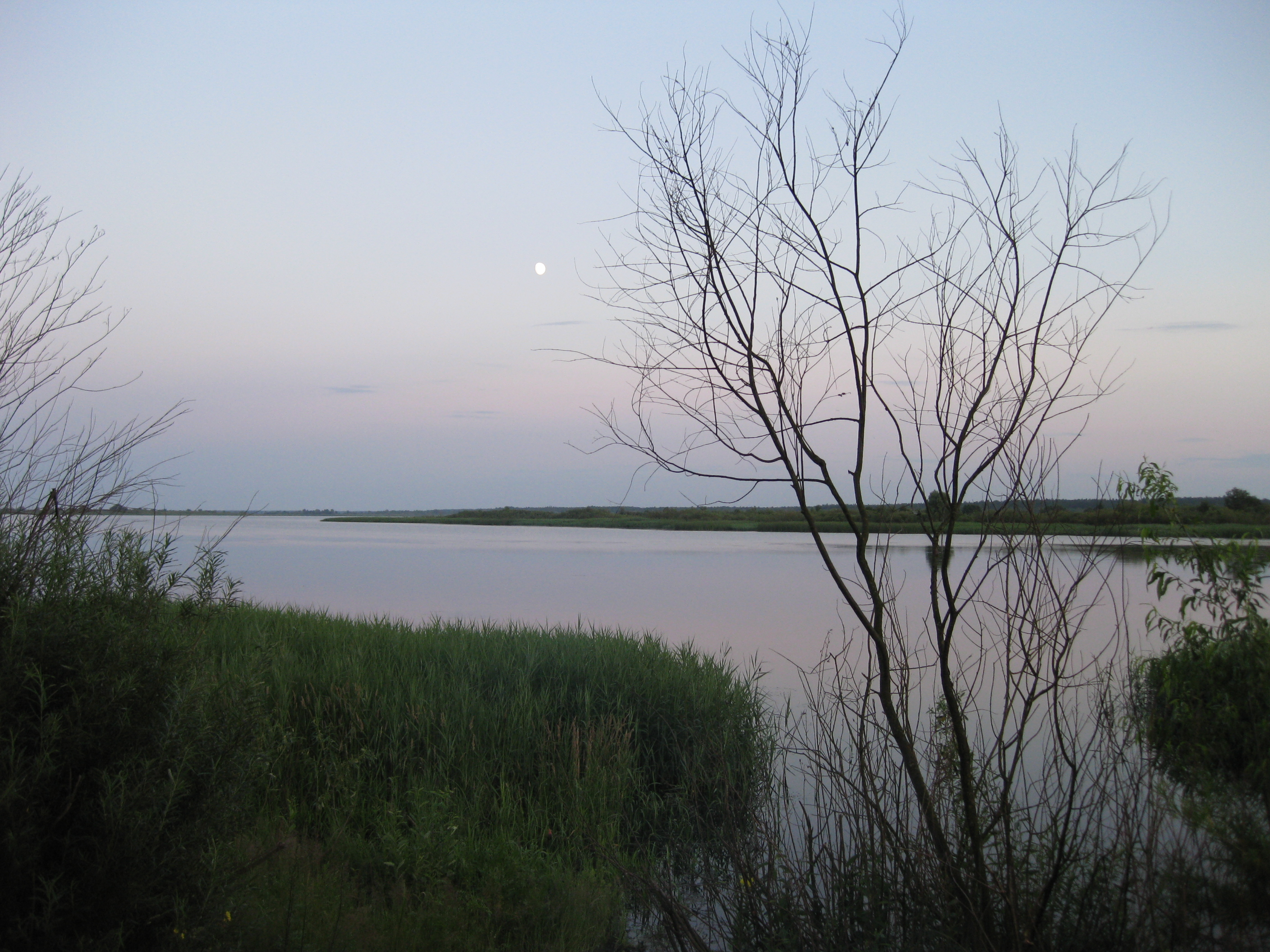
洛克特什水库

洛克特什水庫是白俄羅斯的人工水庫，位於甘采維奇以東20公里，由布列斯特州和明斯克州負責管轄，始建於1977年，長6公里、寬4.2公里，面積15.9平方公里，海拔高度150米，集水區面積940平方公里，最大水深4.9米。